# Hylie
Hylie (Hyliota) je rod pěvců ze subsaharské Afriky, jediný zástupce samostatné čeledi Hyliotidae. Zahrnuje následující čtyři druhy: hylie miombová (Hyliota australis), hylie modrohřbetá (Hyliota flavigaster), hylie usambarská (Hyliota usambara) a hylie lesní (Hyliota violacea). Hylie představují menší pěvce se středně dlouhými křídly, krátkým ocasem a rovným zobákem. Zbarvení opeření bývá svrchu leskle černé, často s bílým pruhem na křídlech, u samic pak spíše matně hnědé. Opeření spodních partií je žlutohnědé.
Za popisnou autoritu tohoto rodu je pokládán anglický ornitolog William John Swainson (1837). Příbuzenské vztahy hylií představovaly pro ornitology hádanku, na základě poměrně štíhlého zobáku a chování při hledání potravy je často řadili do čeledi pěnicovitých (Sylviidae), jež v širším smyslu představovala sběrný taxon pro široké množství různých nepříbuzných linií, zvažována však byla i příbuznost s jinými čeleděmi. Molekulárně-fylogenetická studie Fuchs & kol., 2006 všechny starší hypotézy zavrhla, když hylie identifikovala jakožto jednu z bazálních linií passeridních zpěvných. Novější studie naznačují bazální postavení v rámci rozsáhlého kladu Sylvioidea, z obecného hlediska je vhodné hylie chápat jako starobylou skupinu vzdáleně příbuznou velkému počtu čeledí pěvců.
Přirozené stanoviště hylií představují akáciové lesy či savany, někdy však pronikají i na kávovníkové plantáže a jiná člověkem přetvořená území. Jde o aktivní pěvce, kteří se energicky pohybují v křovinné vegetaci i stromových korunách a pátrají zde po hmyzu a hmyzích vajíčkách, někdy kořist loví i za letu. Objevují se v párech či menších skupinách, někdy se sdružují do mezidruhových hejn. Kulovité šálkovité hnízdo si hylie budují na vysokých stromech, snůška činí 2 až 4 vejce. Pravděpodobně jde o monogamní ptáky a na péči o potomstvo se zřejmě podílejí oba rodiče, nicméně ohledně hnízdění je známo jen kusé množství informací.
Hylie usambarská patří podle IUCN mezi ohrožené druhy (k dubnu 2024).